# Eustachys glauca
Eustachys glauca är en gräsart som beskrevs av Alvin Wentworth Chapman. Eustachys glauca ingår i släktet Eustachys och familjen gräs. Inga underarter finns listade i Catalogue of Life.